# Nemertellina yamaokai
Nemertellina yamaokai är en djurart som tillhör fylumet slemmaskar, och som beskrevs av Kajihara, Gibson och Shunsuke F. Mawatari 2000. Nemertellina yamaokai ingår i släktet Nemertellina och familjen Tetrastemmatidae. Inga underarter finns listade i Catalogue of Life.